# Nanzheng
Nanzheng, tidigare romaniserat Nancheng, är ett härad som lyder under Hanzhongs stad på prefekturnivå i Shaanxi-provinsen i nordvästra Kina. Det ligger omkring 240 kilometer sydväst om provinshuvudstaden Xi'an. 

## Källa
1. ↑  ”worldpostmarks.net”. Arkiverad från originalet den 2 januari 2015. https://web.archive.org/web/20150102101710/http://worldpostmarks.net/HTML%20Countries/china.htm. Läst 22 juli 2015.